# Винники (Берестинський район)
Ви́нники — село в Україні, у Берестинському районі Харківської області. Населення становить 80 осіб. Орган місцевого самоврядування — Станичненська сільська рада.

## Географія
Село Винники знаходиться на річці Комишуваха. Річка в цьому місці пересихає, на ній зроблено кілька загат. Вище за течією на відстані в 4 км розташоване село Станичне, нижче за течією на відстані 4 км розташоване село Мокрянка. За 1,5 км знаходиться село Литовки. Через село проходить автомобільна дорога Р51.

## Населення

### Мова
Розподіл населення за рідною мовою за даними перепису 2001 року:
| Мова       | Кількість | Відсоток |
| ---------- | --------- | -------- |
| українська | 70        | 87.5%    |
| російська  | 10        | 12.5%    |
| Усього     | 80        | 100%     |

## Історія
Під час організованого радянською владою Голодомору 1932—1933 років померло щонайменше 28 жителів села.